# Amerikansk tornuggla
Amerikansk tornuggla (Tyto furcata) är en fågel i familjen tornugglor inom ordningen ugglefåglar.

## Utbredning och systematik
Amerikansk tornuggla delas in i tio underarter med följande utbredning:
- Tyto furcata pratincola – södra Kanada till norra Mexiko, Bermuda, Bahamas och Hispaniola
- Tyto furcata guatemalae – västra Guatemala till Panama, Pärlöarna och Colombia
- Tyto furcata bondi – Bay Islands utanför norra Honduras (Roatán och Guanaja)
- Tyto furcata niveicauda – Isla de la Juventud utanför Kuba
- Tyto furcata furcata – Kuba, Cayman Islands och Jamaica
- Tyto furcata bargei – Nederländska Antillerna
- Tyto furcata contempta – västra Colombia till Venezuela, Ecuador och Peru
- Tyto furcata hellmayri – Guyanaregionen till norra Brasilien, Isla Margarita samt Trinidad och Tobago
- Tyto furcata tuidara – Brasilien söder om Amazonfloden till Tierra del Fuego och Falklandsöarna
- Tyto furcata punctatissima – Galápagosöarna

Tidigare behandlades den som del av tornugglan, men urskiljs allt oftare som egen art.

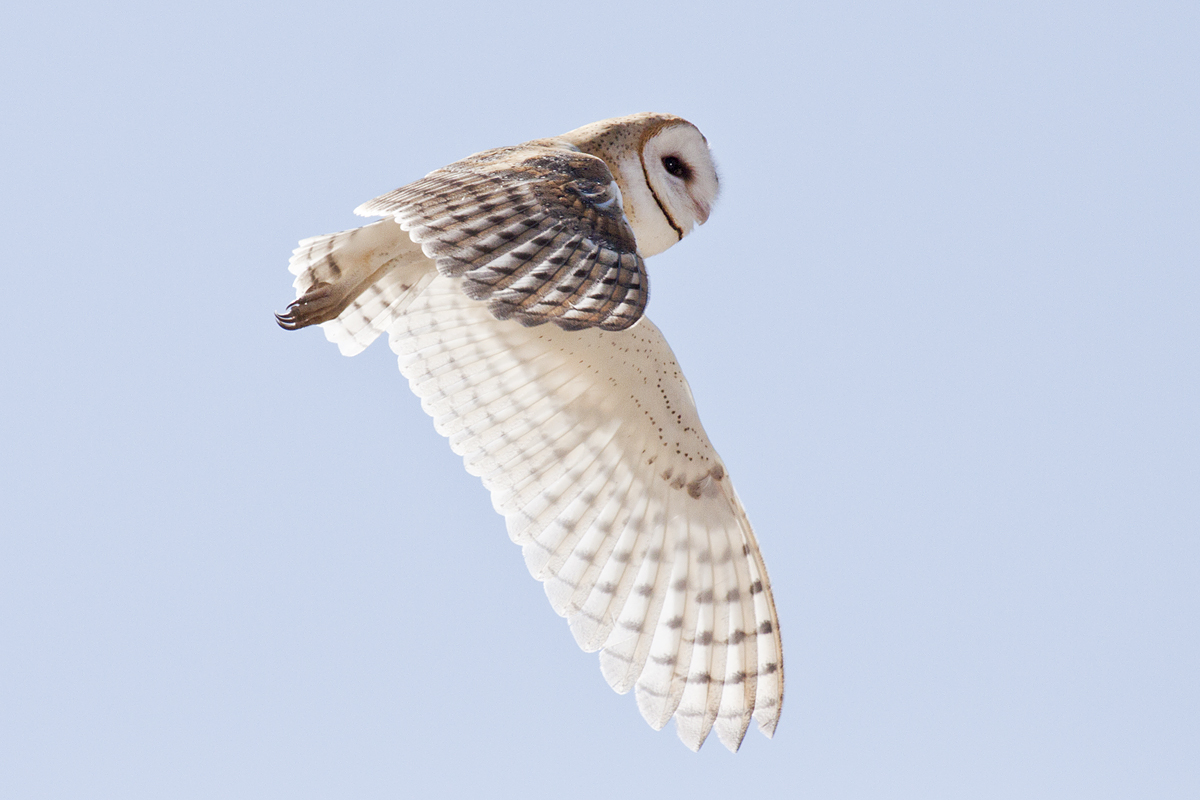

## Status och hot
Internationella naturvårdsunionen IUCN erkänner den inte som art, varför den inte placeras i någon hotkategori.